# Lepanthes costata
Lepanthes costata är en orkidéart som beskrevs av Heinrich Gustav Reichenbach. Lepanthes costata ingår i släktet Lepanthes och familjen orkidéer.
Artens utbredningsområde är Colombia. Inga underarter finns listade i Catalogue of Life.